# Edriocampa
Edriocampa és un gènere de diplurs de la família Campodeidae.